# Maria Paola Colombo Svevo
Maria Paola Colombo Svevo (ur. 21 stycznia 1942 w Rho, zm. 19 kwietnia 2010 w Monzy) – włoska polityk i działaczka samorządowa związana z Lombardią, członkini Senatu, posłanka do Parlamentu Europejskiego IV kadencji.

## Życiorys
Ukończyła studia politologiczne na Katolickim Uniwersytecie Najświętszego Serca w Mediolanie. Została etatową działaczką Chrześcijańskiej Demokracji, odpowiedzialną za sekcje kobiet w prowincji Mediolan. W 1970 uzyskała po raz pierwszy mandat radnej Monzy, objęła urząd wiceburmistrza i asesora do spraw służb społecznych w miejskiej administracji. W 1975 została wybrana do rady regionalnej Lombardii, weszła w skład regionalnego rządu jako asesor.
W latach 1983–1987 była senatorem IX kadencji, w 1991 objęła wakujący po śmierci jednego z parlamentarzystów mandat senatora X kadencji, od 1992 do 1994 zasiadała w Senacie XI kadencji. Od 1988 była członkinią władz krajowych chadeków. Po rozwiązaniu tego ugrupowania dołączyła do Włoskiej Partii Ludowej. W latach 1994–1999 z jej ramienia sprawowała mandat eurodeputowanej, wchodząc w skład frakcji Europejskiej Partii Ludowej.
Zajmowała się również działalnością akademicką na macierzystej uczelni oraz społeczną m.in. jako przewodnicząca fundacji Fondazione Franco Verga.